# 순간을 믿어요
《“순간을 믿어요”》는 2004년 7월에 발매된 언니네이발관의 네 번째 정규 앨범이다. 언니네이발관의 두 번째 앨범 《후일담》에서 베이스 기타를 맡았다가 2003년에 지병으로 유명을 달리한 이상문에게 헌정되었다. 수록곡 가운데 마지막 곡인 〈천국의 나날들〉은 이상문에 대한 곡이다. 첫 번째 싱글 〈순간을 믿어요〉가 뮤직비디오로 제작되었다. 4번 트랙 〈꿈의 팝송〉은 2집에 수록된 곡을 리메이크한 곡으로, 2집 수록곡 제목과 3집 앨범의 그 제목이 서로 같은데 2집의 꿈의 팝송은 이석원이 아내에 대한 사랑을 표현한 곡이라면, 4집의 꿈의 팝송은 이석원이 이혼한 아내를 떠나보내는 곡의 성격이 있다.

## 수록곡 목록
| #  | 곡명                                | 재생시간 |
| -- | ----------------------------------- | -------- |
| 1  | 바람이 부는대로                     | 4:13     |
| 2  | 태양없이                            | 5:07     |
| 3  | 셋넷                                | 2:55     |
| 4  | 꿈의 팝송                           | 6:21     |
| 5  | 순간을 믿어요                       | 4:13     |
| 6  | 사라지지 않는 슬픔과 함께 난 조금씩 | 5:24     |
| 7  | #1                                  | 3:44     |
| 8  | 깊은 한숨                           | 5:13     |
| 9  | 키다리 아저씨                       | 3:03     |
| 10 | 해바라기                            | 2:29     |
| 11 | 천국의 나날들                       | 5:15     |

## 참여 멤버
- 이석원: 보컬, 기타
- 이능룡: 기타
  - 불화로 잠시 탈퇴하였으나 재가입하여 현재도 활동중이다.
- 정무진: 베이스 기타, 프로그래밍
  - 본인의 밴드 결성을 위해 탈퇴하였다. 현재 더 캔버스로 활동중
- 전대정: 드럼

- 코러스:  이지형, 정순용
- 프로듀싱:  김재준, 언니네 이발관
- 키보드:  폐인(Pain)
- 레코딩 엔지니어:  김대성, 김재준, 오성근
- 마스터링 엔지니어:  전훈
- 믹싱 엔지니어:  김대성
- 어시스턴트 엔지니어:  이제형, 오성근